# Vinylbutyrat
Vinylbutyrat ist eine chemische Verbindung aus der Gruppe der Carbonsäureester.

## Vorkommen
Vinylbutyrat wurde in Spuren in einigen Ylang-Ylang-Ölen nachgewiesen.

## Eigenschaften
Vinylbutyrat ist eine leicht entzündbare, farblose Flüssigkeit mit stechendem Geruch, die schwer löslich in Wasser ist.

## Verwendung
Vinylbutyrat wird zur Herstellung von Polymeren verwendet.

## Sicherheitshinweise
Die Dämpfe von Vinylbutyrat können mit Luft ein explosionsfähiges Gemisch (Flammpunkt 12–20 °C) bilden.